# شركاء الإعاقة والتنمية
شركاء الإعاقة والتنمية (دي دي بي) هي شركة خيرية بريطانية محدودة بضمان، تعمل مع شركاء محليين في جنوب آسيا وأفريقيا. "تعمل دي دي بي بطريقة شاملة، معترفة بالعلاقة بين الفقر والإعاقة، وبأهمية معالجة القضايا الاجتماعية والاقتصادية وحقوق الإنسان من خلال توفير فرص لتوليد الدخل والتعليم، بالإضافة إلى تقديم خدمات التأهيل الجسدي".
تأسست دي دي بي سنة 1992، وسُجلت كجمعية خيرية في المملكة المتحدة سنة 1995 في لندن تحت اسمها الأصلي "حملة طرف جايبور". وقد عُرفت كعضو مؤسس في مجموعة العمل البريطانية لمكافحة الألغام، التي أُنشئت كفرع بريطاني للحملة الدولية لحظر الألغام الأرضية، الحائزة على جائزة نوبل للسلام سنة 1997، وشاركت الحملة بشكل نشط في تعزيز الحملة الدولية ضد الألغام.
في سنة 2005، غيّرت "حملة طرف جايبور" اسمها إلى "شركاء الإعاقة والتنمية". كان اسم الجمعية مستوحى في الأصل من الطرف الصناعي المصنوع في الهند المعروف باسم "طرف جايبور"، حيث كانت الجمعية تنشط في مجال تقديم خدمات التأهيل المناسبة لآلاف مبتوري الأطراف وضحايا الألغام الأرضية المستخدمة على نطاق واسع في الحروب الأهلية. وكان دافع تغيير الاسم هو تطور مهمة الجمعية عبر السنوات، وتوسيع مجال عملها ليشمل جميع أنواع الإعاقات.

## العمل والإنجازات
لا تنفذ دي دي بي مشاريع تنموية بشكل مباشر؛ بل تجمع التبرعات في المملكة المتحدة لتمويل مشاريع شركائها في العالم النامي. وعلى مدار عشرين عاماً، ساعدت دي دي بي في تمويل مشاريع عبر ستة عشر شراكة في ثماني دول مختلفة.
أنشأت دي دي بي أربعة مراكز للتأهيل تقدم خدمات الأطراف الصناعية، والتقويم، وعلاج التأهيل في موزمبيق، وبنغلادش، وإثيوبيا، والهند. وفي الهند، دعمت الجمعية منظمة "موبيليتي إنديا" لتصبح منظمة غير حكومية رائدة، وساعدت في تطوير برامجهم الفنية، وبرامج التدريب، والمجتمع المحلي، ودعمت بناء مقر حديث ومتاح للجميع يضم ورشة تأهيل، ومرافق إنتاج تشمل وحدة إنتاج لأطراف جايبور تديرها نساء من ذوي الإعاقة، ومركز تدريب، وسكن للطلاب. وقد دعمت دي دي بي أكثر من خمسين شخصاً (نصفهم من النساء وكثير منهم من ذوي الإعاقة) من منظمات شريكة في ست دول، تلقوا تدريباً رسمياً ومهارات مهنية في مجالات التقويم والأطراف الصناعية وعلاج التأهيل. ويعود هؤلاء لتحسين وتعزيز خدمات التأهيل التي تقدمها منظماتهم وورشهم للأشخاص ذوي الإعاقة.
تولت دي دي بي بالتعاون مع "موبيليتي إنديا" تطوير ونشر مكونات أجهزة التقويم المسبقة الصنع والمفاصل الكاحلية لتسريع تقديم خدمات التأهيل، وقد تم تعميم هذه المكونات في الهند ودول أخرى تعاني من مشكلات ناجمة عن شلل الأطفال. كما أنشأت دي دي بي أول مركز استقبال في نيبال للأشخاص المصابين باضطرابات نفسية وعائلاتهم، ووفّرت ملاذاً آمناً للنساء اللواتي أُجبرن على العيش في حالة فقر بسبب المرض النفسي.
واصلت الجمعية دعم حملات حقوق الإنسان والإدماج للأشخاص ذوي الإعاقة في موزمبيق، وأنغولا، ونيبال، والهند، وإثيوبيا. وفي نيبال، أخذت شريكة دي دي بي، منظمة "دي إتش آر سي"، حملتها إلى المحكمة العليا لضمان حق الأطفال والشباب من ذوي الإعاقة في التعليم المجاني.
تُعد الجمعية جزءاً من المجموعة الأساسية التي كتبت الإرشادات الجديدة والمحسّنة لإعادة التأهيل المجتمعي التي نشرتها منظمة الصحة العالمية سنة 2011. كما دعمت دي دي بي تطوير وتعزيز قدرات منظمة "أورورا ديف إيد أفريقيا"، وهي مجموعة بريطانية من أفراد الجالية الصم.
أُنشئت برامج سبل العيش التي تستهدف آلاف البالغين من ذوي الإعاقة، وأولياء أمور الأطفال من ذوي الإعاقة، لتقليل الفقر بين الأشخاص ذوي الإعاقة وأسرهم في الهند، وموزمبيق، وأنغولا، والرأس الأخضر، وإثيوبيا. أما برامج التعليم الشامل في الهند وإثيوبيا فقد أتاحت لمئات الأطفال من ذوي الإعاقة وغيرهم من الفئات المهمشة فرصة الحصول على التعليم وتغيير حياتهم نحو الأفضل.
أجرت دي دي بي أبحاثاً أدت إلى إطلاق مشاريع عملية. ففي موزمبيق، بحثت في مدى معرفة الأشخاص ذوي الإعاقة بفيروس نقص المناعة البشرية والإيدز، ومدى إدماجهم في برامج الوقاية والخدمات ذات الصلة، إضافة إلى السياسات الوطنية. وقد استُخدمت نتائج البحث لتطوير برامج تُعزز إشراك الأشخاص ذوي الإعاقة في مشاريع الإيدز العامة، وتوفير الخدمات، وزيادة الوعي، وضمان إدماجهم في السياسات الوطنية المتعلقة بالإيدز. وفي سنة 2011، أصدرت دي دي بي تقريراً عن الأطفال الصم في بوروندي، لا سيما فيما يتعلق باحتياجاتهم التعليمية والتواصلية، ما أدى إلى جمع التبرعات لدعم واحدة من المدرستين الوحيدتين للصم في البلاد، ودعم التلاميذ الراغبين في الالتحاق بمدرسة ثانوية عادية، حيث لا توجد مدارس ثانوية للصم في البلاد.

## المنشورات
فيروس نقص المناعة البشرية والإيدز والإعاقة في موزمبيق (نيسان 2008)
يُبرز التقرير إقصاء الأشخاص ذوي الإعاقة من السياسات والخدمات المتعلقة بفيروس نقص المناعة والإيدز، ويسعى لتحديد أسباب وتبعات هذا الإهمال. إن إغفال الأشخاص ذوي الإعاقة في أدوات التنمية العابرة للحدود يعكس تمييزاً عاماً، ويجسد غياب صوتهم وانعدام ظهورهم في موزمبيق. ويوضح التقرير الحاجة إلى إدماج الأشخاص ذوي الإعاقة في سياسات الدولة المتعلقة بفيروس نقص المناعة والإيدز، وبرامج العلاج والوقاية، وتعزيز وعيهم بالمرض.
الأطفال الصم في بوروندي – احتياجاتهم التعليمية والتواصلية (تشرين الأول 2011)
تجمع هذه الدراسة البحثية التشاركية بين جمعيات ومدارس وممثلي الحكومة، والأهم من ذلك، بين الأطفال الصم أنفسهم وأسرهم، لفهم التحديات التي يواجهونها وتطلعاتهم المستقبلية، ومن ثم محاولة وضع استراتيجيات عملية لتلبية تلك الاحتياجات. وتُحلل الدراسة وضع ومستوى لغة الإشارة المستخدمة حالياً في بوروندي.

## روابط خارجية
- الموقع الرسمي